# Сингапур на летних Олимпийских играх 1988
Сингапур принимал участие в Летних Олимпийских играх 1988 года в Сеул (Корея) в девятый раз за свою историю, но не завоевал ни одной медали. Сборную страны представляла 1 женщина.